# Campionat de Catalunya de bàsquet femení 1961-1962
El Campionat de Catalunya de bàsquet femení 1961-1962 fou la divuitena edició de la competició. Se celebrà des del gener fins a l'abril de 1962 i fou organitzat per la Federació Catalana de Basquetbol. Tot i que inicialment es presentaren setze clubs per disputar la competició, finalment n'hi participaren vuit a la primera categoria. Destacà la presència dels clubs habituals de la competició, com el Picadero JC, el CE INDO, el CE Hispano Francès, entre d'altres; mentre que el vigent campió, el CIC Argentona, participà en la Primera divisió B. Com en altres edicions, durant el període de tardor i hivern es disputà una competició amistosa entre els clubs participants, i el torneig oficial s'inicià el gener de 1962.

## Sistema de classificació
La competició es disputà en format de lliga regular a doble volta, un partit com a local i l'altre com a visitant, amb un total de catorze jornades. La classificació final s'establí d'acord amb els punts totals obtinguts per cada equip en finalitzar el campionat. Els equips obtingueren dos punts per cada victòria, un punt per cada empat i cap punt per cada derrota.
El campió i subcampió del campionat guanyaren el dret de participar en el Campionat d'Espanya de bàsquet de 1962

## Clubs participants
- Deportiu Alce
- El Cid
- Club Esportiu INDO
- SEU Farmàcia
- Club Esportiu Hispano Francès
- Club Joventut Badalona
- Picadero Jockey Club
- Secció Femenina de Barcelona

## Taula de resultats
| Casa \ Fora        | ALC   | CID   | FAR   | HIS   | IND   | CJB   | PIC    | SFB   |
| ------------------ | ----- | ----- | ----- | ----- | ----- | ----- | ------ | ----- |
| Deportiu Alce      | —     |       |       | 58–50 | 16–39 |       | 42–34  | 30–34 |
| El Cid             |       | —     | 22–39 |       |       | 4–68  | 12–102 | 12–57 |
| SEU Farmàcia       | 23–48 | 35–23 | —     | 16–25 | 21–73 | 14–62 |        | 17–48 |
| CE Hispano Francès | 35–44 |       | 41–26 | —     | 24–34 | 30–22 | 31–40  |       |
| CE INDO            | 39–15 | 96–7  | 69–7  |       | —     | 23–17 | 21–19  |       |
| Joventut Badalona  | 48–21 | 59–15 |       | 27–24 | 23–43 | —     | 38–36  |       |
| Picadero JC        | 32–28 | 81–4  | 2–0   |       | 26–33 | 37–30 | —      |       |
| Secció Femenina    | 18–38 | 70–16 | 51–16 |       |       | 34–27 | 32–52  | —     |

1. ↑  El SEU Farmàcia no es presentà al partit i fou declarat guanyador el Picadero JC per incompareixença del rival.

## Classificació general

### Grup A
| Pos | Equip              | PJ | G  | P  | PF  | PC  | DP   | Pts | Classificació o descens              |
| --- | ------------------ | -- | -- | -- | --- | --- | ---- | --- | ------------------------------------ |
| 1   | CD INDO            | 14 | 14 | 0  | 695 | 259 | +436 | 28  | Classificats pel Campionat d'Espanya |
| 2   | Picadero JC        | 14 | 11 | 3  | 702 | 352 | +350 | 25  | Classificats pel Campionat d'Espanya |
| 3   | Joventut Badalona  | 14 | 8  | 6  | 560 | 382 | +178 | 22  |                                      |
| 4   | Deportiu Alce      | 14 | 8  | 6  | 572 | 439 | +133 | 22  |                                      |
| 5   | Secció Femenina    | 14 | 7  | 7  | 537 | 478 | +59  | 21  |                                      |
| 6   | CE Hispano Francès | 14 | 6  | 8  | 430 | 418 | +12  | 20  |                                      |
| 7   | SEU Farmàcia       | 14 | 2  | 12 | 274 | 678 | −404 | 16  |                                      |
| 8   | El Cid             | 14 | 0  | 14 | 171 | 935 | −764 | 13  | Un punt de sanció                    |

| Campió de Catalunya de bàsquet 1961-62 |
| -------------------------------------- |
| CD INDO Primer títol                   |

### Grup B
Corresponent a la segona categoria del Campionat de Catalunya, fou disputat per 9 equips i es proclamà campió el CIC Argentona.
| Pos | Equip                   | PJ | G  | P  | PF  | PC  | DP   | Pts | Classificació o descens |
| --- | ----------------------- | -- | -- | -- | --- | --- | ---- | --- | ----------------------- |
| 1   | Molfort's CIC Argentona | 16 | 16 | 0  | 984 | 253 | +731 | 32  |                         |
| 2   | Unió Esportiva Sants    | 16 | 13 | 3  | 459 | 274 | +185 | 29  |                         |
| 3   | Club Banesto            | 16 | 11 | 5  | 456 | 343 | +113 | 27  |                         |
| 4   | CB Rubinenc             | 16 | 9  | 7  | 333 | 371 | −38  | 25  |                         |
| 5   | AS Liceu Francès A      | 16 | 9  | 7  | 491 | 515 | −24  | 24  | Un punt de sanció       |
| 6   | Club Bàsquet Mollet     | 16 | 7  | 9  | 395 | 433 | −38  | 23  |                         |
| 7   | CD Nestlé               | 16 | 4  | 12 | 219 | 505 | −286 | 20  |                         |
| 8   | AS Liceu Francès B      | 16 | 3  | 13 | 205 | 424 | −219 | 17  | Dos punts de sanció     |
| 9   | EPIC Terrassa           | 16 | 0  | 16 | 154 | 578 | −424 | 16  |                         |